# Władysław Góralski
Władysław Góralski (ur. 12 sierpnia 1919 w Przylipie, zm. 13 sierpnia 2008) – polski historyk specjalizujący się w sprawach azjatyckich, dyplomata, ambasador w Iranie (1960–1964).

## Życiorys
Władysław Góralski przed II wojną światową był działaczem Związku Młodzieży Wiejskiej RP „Wici”. W 1938 wyjechał do Francji, gdzie pracował fizycznie i jako wolny słuchacz uczęszczał na uniwersytet w Clermont-Ferrand. Poznał wówczas Wietnamczyków służących w formacjach wietnamskich francuskiej armii. Po wybuchu II wojny światowej został członkiem francuskiego Ruchu Oporu (Wolnych Strzelców i Partyzantów Francuskich) i służył w Armii Francuskiej. W listopadzie 1945 powrócił do Polski i ponownie związał się z ruchem młodzieżowym i ludowym – sekretarz Zarządu Głównego Związku Walki Młodych, następnie Związku Młodzieży Polskiej. Ze względu na znajomość francuskiego, zajmował się tam sprawami międzynarodowymi. W latach 1947–1950 studiował na Akademii Nauk Politycznych w Warszawie. W 1950 wyjechał na 6 tygodni do Chin na obchody pierwszej rocznicy proklamowania ChRL jako członek 50-osobowej delegacji Światowej Federacji Młodzieży Demokratycznej. Poznał wówczas m.in. Mao Zedonga, Zhou Enlai, Liu Shaoqi, Wu Xueqiana. W latach 1957–1959 był przedstawicielem PRL w randze ambasadora w Międzynarodowej Komisji Nadzoru i Kontroli w Wietnamie. W 1960 uzyskał tytuł magistra w Szkole Głównej Służby Zagranicznej. W tym samym roku objął stanowisko posła w Iranie, które (po zmianie jego nazwy na ambasadora w 1962) pełnił do 1964.
Po powrocie z Teheranu porzucił karierę dyplomatyczną na rzecz pracy naukowo-badawczej. W 1966 obronił doktorat na Wydziale Historycznym Uniwersytetu Warszawskiego. W 1975 habilitował się, a w 1982 otrzymał tytuł profesora nadzwyczajnego. W latach 1951–1960 zastępca kierownika Wydziału Zagranicznego Komitetu Centralnego Polskiej Zjednoczonej Partii Robotniczej. W latach 1954–1964 członek Centralnej Komisji Rewizyjnej KC PZPR. Od 1965 do 1993 pracował w Polskim Instytucie Spraw Międzynarodowych. Przez blisko 40 lat jednocześnie prowadził zajęcia w Instytucie Orientalistycznym UW. Wykładał także w Wyższej Szkole Humanistycznej w Pułtusku.
Członek Komitetu Nauk Orientalnych Polskiej Akademii Nauk, Komitetu Badań Krajów Azji, Afryki i Ameryki Łacińskiej przy Prezydium PAN, Polskiego Towarzystwa Orientalistycznego, Polskiego Towarzystwa Nauk Politycznych, Towarzystwa Przyjaźni Polsko-Wietnamskiej, Towarzystwa Przyjaźni Polsko-Indyjskiej (w tym jako wiceprzewodniczący w latach 80.).
W latach 1969–1991 był członkiem komitetu redakcyjnego rocznika „Świat w Przekroju”. Od 1998 członek rady programowej rocznika „Azja-Pacyfik”.
Jego zainteresowania naukowe obejmowały takie zagadnienia jak: historia nowożytna i najnowsza Azji Południowo-Wschodniej; II wojna światowa w Azji Wschodniej i jej implikacje: okupacja i reformy w Japonii, traktaty pokojowe, wzrost wpływów Stanów Zjednoczonych na tym obszarze; dekolonizacja i konflikty w Azji Wschodniej; rozwój społeczno-ekonomiczny tego obszaru i jego miejsce we współczesnym świecie; stosunki międzynarodowe, sojusze wojskowe, działania na rzecz stabilizacji i bezpieczeństwa; współpraca i organizacje regionalne; stosunki Polski z państwami Azji.
W 1946 został odznaczony Krzyżem Kawalerskim Orderu Odrodzenia Polski.
Syn Jana i Marii. Pochowany na Cmentarzu Wojskowym na Powązkach.

## Publikacje książkowe
- Wietnamska lekcja, Warszawa: KiW, 1961.
- Konflikty irańskie, Warszawa: KiW, 1966.
- Filipińskie doświadczenia, Warszawa: KiW, 1968.
- Polityka Stanów Zjednoczonych w Południowo-Wschodniej Azji w latach 1945–1954, Warszawa: PISM, 1969 (doktorat).
- Od Malakki do Wietnamu. Dzieje nowożytne i najnowsze Azji Południowo-Wschodniej, Warszawa: PWN, 1973.
- Stany Zjednoczone – Japonia 1945–1972: Sojusz, współpraca, sprzeczności, Warszawa: PWN, 1976 (habilitacja).
- Problemy pokoju i bezpieczeństwa w Azji, Warszawa: MON, 1979 (nagroda rektora UW I stopnia w 1980), ISBN 83-11-06299-4.
- Dylematy Azji Południowo-Wschodniej, Warszawa: MON, 1983, ISBN 83-11-06954-9.
- Strefy bezatomowe, współpraca regionalna w Azji i na Pacyfiku w pracy: Strefy bezatomowe, współpraca regionalna w Trzecim Świecie, Warszawa: PISM, 1988.

Był encyklopedystą; został wymieniony w gronie redaktorów liczącej 32 tomy Encyklopedii. Świat w przekroju wydanej w latach 1959–1991 .